# Trudovo
Trudovo es un pueblo ubicado en la municipalidad de Nova Varoš, en el distrito de Zlatibor, Serbia.

## Superficie
Posee una superficie de 15,19 kilómetros cuadrados.

## Demografía
Hasta 2011 la población era de 78 habitantes, con una densidad de población de 5,135 habitantes por kilómetro cuadrado.